# Endophragmiella boewei
Endophragmiella boewei är en svampart som först beskrevs av J.L. Crane, och fick sitt nu gällande namn av S. Hughes 1979. Endophragmiella boewei ingår i släktet Endophragmiella och familjen Helminthosphaeriaceae.   Inga underarter finns listade i Catalogue of Life.